# Altino (Quarto d'Altino)
Altino is een plaats (frazione) in de Italiaanse gemeente Quarto d'Altino.